# ワイセンベルク効果

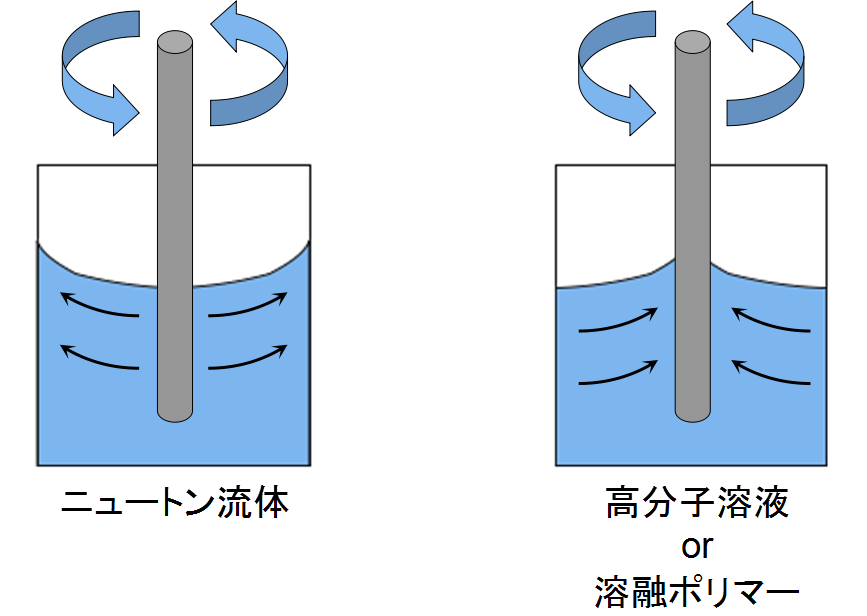
ワイセンベルク効果。ニュートン流体（左）に棒を浸して棒を回転させると、遠心力により棒に近いほど液面は沈み、あたかも棒を中心に液面がへこむように見える。しかし、濃厚な高分子溶液や溶融ポリマー（右）では、ワイセンベルク効果により棒に近いほど液面は上がり、液体が棒を這い上がる。液中の矢印は、棒の回転により生じている張力の方向である。

レオロジーにおいて、ワイセンベルク効果（ワイセンベルクこうか、英: Weissenberg effect）とは、高分子濃厚溶液や高分子溶融体を始めとする非ニュートン流体の攪拌速度を上げたときに現われる振る舞いを指し、シュペッツレの生地に顕著に現われる。1947年にカール・ヴァイセンベルクが同軸の二つの円筒の間に粘弾性の液体を入れ、内筒を固定して外筒を回転させた際に自由表面の内筒に近い部分が盛り上がることを発見したことに因んで名付けられた。
この現象は日常的にもタルト作りやケーキ作りの際に見ることができる。生地をミキサーにかけると、ボウルの中に留まらず攪拌棒をつたって登ってくる現象がそれである。生地の他にケチャップでも同様の現象が見られる。ケチャップをコップに入れて棒でかき混ぜると、ケチャップの表面は水平を保つのではなく棒を伝って登ってくる。この現象の原理は、生地やケチャップ、蜂蜜などの流体における非常に複雑な拡散物性に基く。この物性は特に「レオロジー的」な物性であるともいわれる。このような現象の説明には、ソフトマター物理学や化学、生物学などの分野にまたがる学際的な研究が必要とされた。
流体が攪拌時に盛り上がるどうかは、攪拌棒が足掛かりとして使えるかどうかに依存しない。マグネチックスターラーや容器の回転によって攪拌を行ってもこの種の流体は盛り上がりを示す。ただし、盛り上がりは低くなる。
ワイセンベルク効果は、ポインティング効果やバラス効果などとともに法線応力効果 (Normal stress effect) の一つに数えられる。

## 技術的意味
ワイセンベルク効果は、攪拌工程において障害となるためよく知られている。攪拌槽反応器においても設計が悪いと軸受やモーターに攪拌中の反応物が詰まり、攪拌エネルギー効率が低下する。大量生産型の生地攪拌工程においても望ましくない影響を与える。

## 発見以前の記述
記紀の国産みの段にある、イザナギとイザナミの諾冊二尊（）が天の浮橋から混沌の中に天沼矛を入れて掻き回し、やがて穂先から滴り落ちたものが固まっておのころ島ができたという話は、ワイセンベルク効果に関する世界最古の記述である可能性が高い。